# Stockholms småhusägares centralorganisation
Stockholms småhusägares centralorganisation (SSC) var en svensk intresseorganisation för föreningar som samlade ägare av egnahem och villor. 
Organisationen fusionerades 1991 med Villaägareförbundet och Malmöhus egnahemsföreningars centralorganisation (MECO), och bildade Villaägarnas Riksförbund.
En av de starkaste aktiva medlemsföreningarna i SSC var Södra Ängby villaförening.
Organisationens officiella organ kallades 1946–1982 Trädgårdsstadstidningen och 1983–1991 Småhusägaren.